# گزنه سفید زردگل
گزنه سفید زردگل (نام علمی: Lamium galeobdolon) نام یک گونه از سرده گزنه‌سا به شکل گیاه چندساله با ساقه‌های زیرزمینی و ساقهٔ هوایی راست به ارتفاع ۱۵ تا ۴۵ سانتی‌متر است.